# فيليب كلايتون
فيليب كلايتون (بالإنجليزية: Philip Clayton)‏ هو عالم عقيدة أمريكي، ولد في 1956.